# جفری چاوسر
جفری چاوسر (به انگلیسی: Geoffrey Chaucer) (۱۳۴۳ میلادی – ۲۵ اکتبر ۱۴۰۰) شاعر، نویسنده، فیلسوف و سیاست‌مدار انگلیسی بود. او متولد لندن بود هرچند به‌طور دقیق محل و زمان تولد او در دست نیست. وی نخستین نویسندهٔ برجستهٔ انگلیسی پس از سلطه نرمن‌ها بود. نام او فرانسوی و به معنی «کفاش» است.
اگر چه از وی آثار زیاد و نام‌آوری برجای مانده‌است، اما او را با کتاب سترگش افسانه‌های کنتربری می‌شناسند که اثر زیادی بر زبان‌آوران و سرایندگان پس از وی نهاد.
او در مشروعیت بخشیدن به استفاده ادبی از انگلیسی میانه در زمانی که زبان‌های ادبی غالب در انگلستان هنوز فرانسوی و لاتین بودند، نقش مهمی ایفا کرد.  توماس هاکلیف معاصر او از چاوسر به عنوان "اولین کاشف زبان ما" یاد می‌کند و جان درایدن او را به عنوان پدر شعر انگلیسی معرفی کرده است. تقریباً دو هزار کلمه انگلیسی اولین بار توسط چاوسر در آثارش مکتوب شده اند.
سیارکی به افتخار ا‌و، «چاوسر ۲۹۸۴» نامگذاری شده است. همچنین دهانه‌ای در ماه به نام او «دهانه چاوسر» نامیده می‌شود.

## زندگانی و مرگ

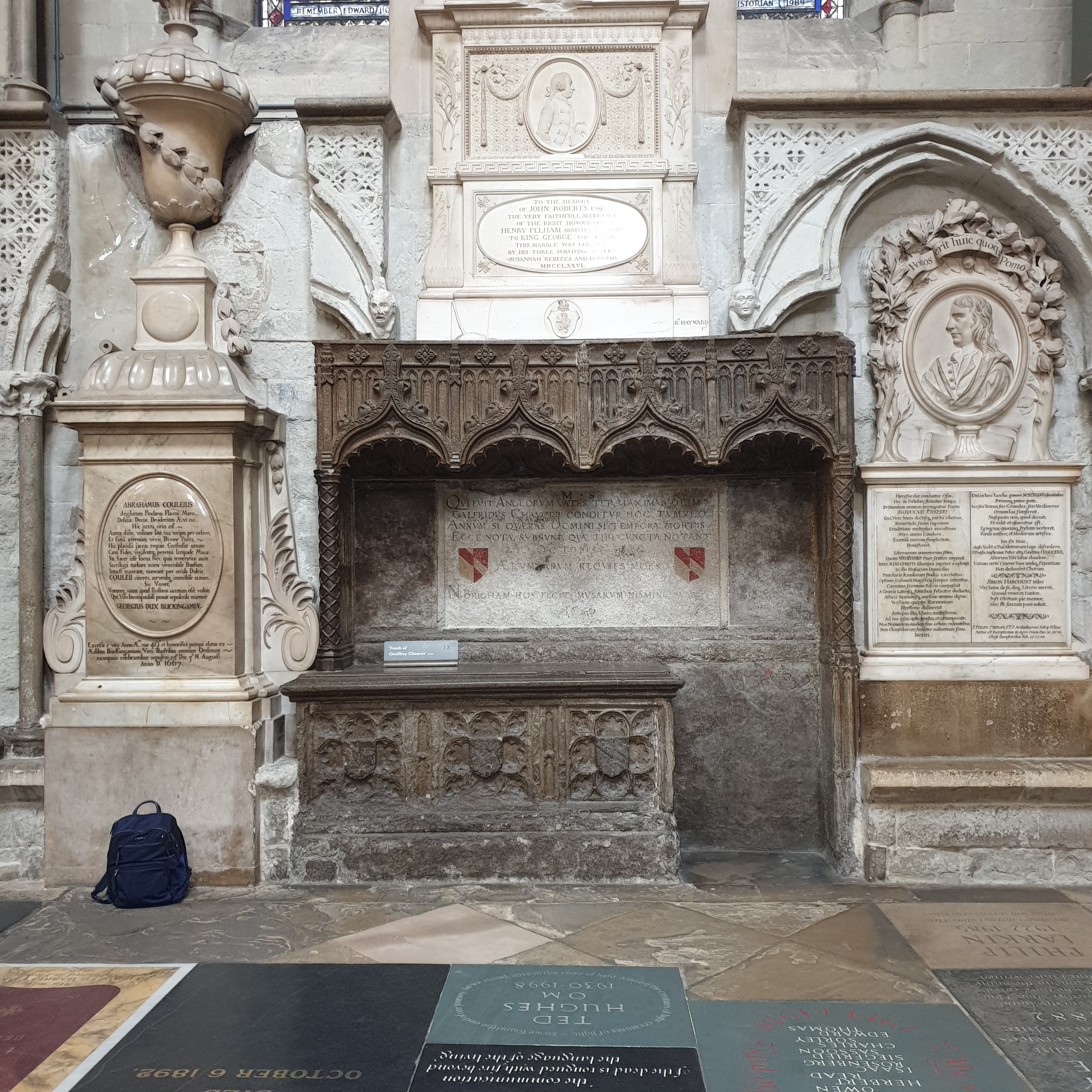
مقبره جفری چاوسر در کلیسای وست مینستر

جفری چاوسر در حدود سال ۱۳۴۰ میلادی در لندن متولد شد. در کودکی مدتی نوکر و غلام همسر لیونل، دوک کلارنس بود. به سال ۱۳۵۹ در نهضتی که در فرانسه پدید آمد، شرکت جست و دستگیر گردید، ولی سال بعد آزاد شد. در ۱۳۶۶ با فیلیپا روت ازدواج کرد، سپس به مدت ده سال در مأموریتی سیاسی در ایتالیا، فلاندر (در بلژیک امروزی)، فرانسه و لمباردی خدمت کرد و با بوکاچیو، پترارک و دانته آلیگیری آشنا شد. در ۱۳۷۴ مقرری مخصوصی از طرف ادوارد سوم و جان گانت برای وی معین شد.
پس از اینکه چاوسر مدتی دیگر وقت خود را صرف کارهای دولتی کرد روی به جانب ادبیات آورد. وی در اثر پیش آمدهای مختلف مدتی را در فقر و بدبختی به سر برد و با ناملایمات بسیاری از جمله مرگ همسرش مواجه شد، تا اینکه ریچارد دوم و هنری چهارم توجهی به او مبذول داشتند و زندگی نسبتاً آرامی برایش مهیا کردند.
چاوسر در سال ۱۴۰۰ درگذشت و جسدش در محل مخصوص شعرا در کلیسای وست مینستر مدفون شد.

## آثار

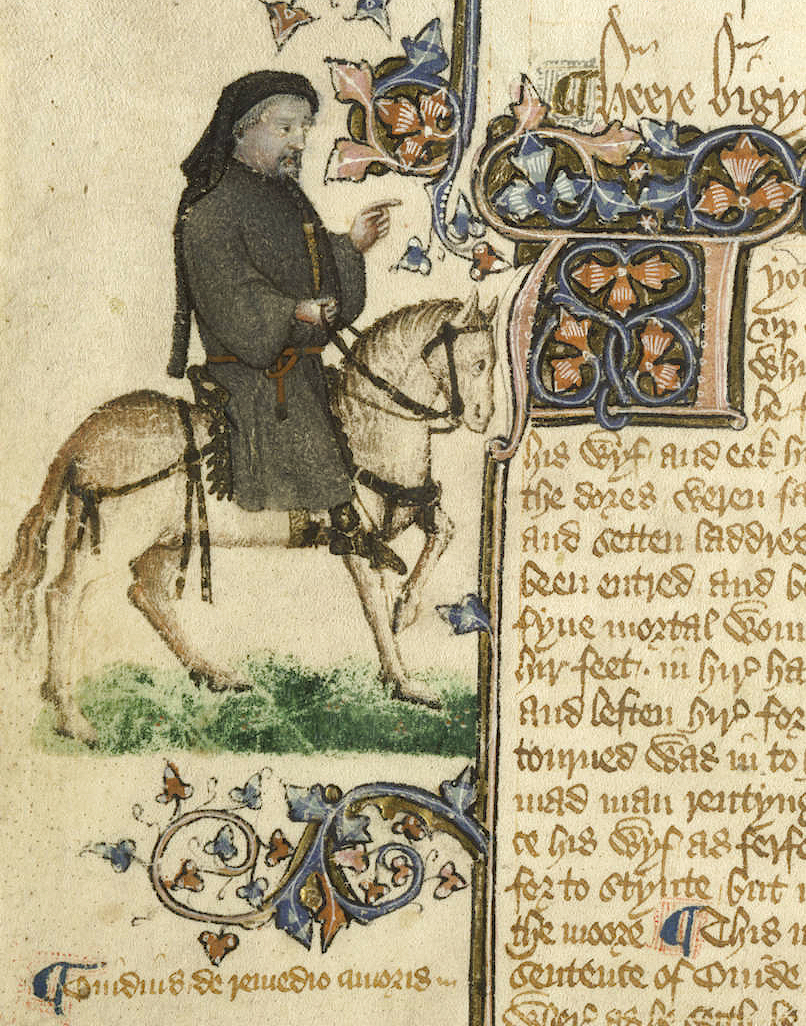
چاسر زایر، برگرفته از پایگاه طومارهای Ellesmere

به‌طور کلی می‌توان آثار چاوسر را به سه دسته تقسیم کرد:
- دوران نفوذ فرانسه (۱۳۷۲-۱۳۵۹ م) که از خصوصیاتش ابیات هشت هجایی است. از این دوران آثاری مانند ترجمه داستان گل سرخ، کتاب گمشده‌ای به نام کتاب شیر، کتاب دوشس و اشعار کوچکی به جا مانده‌است.
- نفوذ ایتالیا (۱۳۸۶-۱۳۷۲ م) که خصوصیت آن قطعات رزمی و مدحی و سیاسی ۷ خطی موزون می‌باشد. اشعار خانه شهرت، پارلمان ماکیان، قطعه منثور تسلیت بوئیتوس، افسانه پالامون و آرسیته، افسانه زن نیک از جمله آثار وی در این برهه زمانی می‌باشد.
- دوره انگلیس (۱۴۰۰-۱۳۸۶ م) که خصوصیت ابیات حماسی است. کتاب حکایت‌های کنتربری شامل ۲۳ داستان از زائرین مجتمع در میکده تابارد واقع در ساوت وارک است.